# Орешек (Албания)
Оре́шек (алб. Oreshka / Oreshkë; серб. Орешек / Orešek) — село в северо-восточной Албании. Входит в состав общины Шиштевец округа Кукес. Село Орешек расположено в албанской части исторической области Гора, основным населением которой являются представители исламизированной южнославянской этнической группы горанцев. Помимо села Орешек к горанским сёлам Албании также относятся Борье, Запод, Кошариште, Оргоста, Очикле, Пакиша, Шиштевец и Цернолево.
Из наиболее близко расположенных сёл к северо-западу от Орешка находится горанское село Цернолево, к юго-западу — албанское село Колловоз, к востоку, за горным хребтом — горанское село Борье.

## История
После второй Балканской войны 1913 года часть территории Горы, на которой расположено село Орешек, была передана Албании.
В 1914 году на территории Македонии проводил научные исследования российский лингвист А. М. Селищев. На изданной им в 1929 году этнической карте региона Полог населённый пункт Орешек был указан как болгарское село.
В 1916 году во время экспедиции в Македонию и Поморавье село Орешек посетил болгарский языковед С. Младенов, по его подсчётам в селе в то время было около 30 домов.
Согласно рапорту главного инспектора-организатора болгарских церковных школ в Албании Сребрена Поппетрова, составленному в 1930 году, в селе Орешек насчитывалось около 40 домов.